# Jugoslavien i olympiska vinterspelen 1952
Jugoslavien deltog med 6 deltagare vid de olympiska vinterspelen 1952 i Oslo. Ingen av landets deltagare erövrade någon medalj.